# Skodborg
Der er også et Skodborg i Gudum Sogn (Lemvig Kommune), omgivet af Skodborg Herred.
Skodborg er en by i Sønderjylland med 1.221 indbyggere  (2025), beliggende 29 km sydvest for Kolding, 35 km nordvest for Haderslev, 10 km nordøst for Rødding og 9 km syd for Vejen. Byen hører til Vejen Kommune og ligger i Region Syddanmark. I 1970-2006 hørte Skodborg til Rødding Kommune.
Skodborg hører til Skodborg Sogn. Skodborg Kirke ligger i byen.

## Faciliteter
- Skodborg Børnecenter omfatter skole, SFO og børnehave.[2]
- Skodborg Hallen bruges af Skodborg Idrætsforening til badminton, fodbold og volleyball.[3]
- Skodborg Vesterkro har en sal til 140 og en til 60 personer, som kan lægges sammen og modtage selskaber på 200 gæster. Kroen kan også levere mad ud af huset.[4]
- Byen har Dagli'Brugs, mejeri med ostebutik, brandstation og lægepraksis.

### Park Rock
I parken bag Skodborg Skole og på skolens sportsplads afholdes den årlige endags byfest "Park Rock", der arrangeres af idrætsforeningen med 300 frivillige. Der kører gratis shuttlebusser mellem Skodborg og Vejen Banegård, Jels, Vamdrup og Ribe. Festivalen blev afholdt første gang i 2006 med 400 gæster. Antallet er vokset hvert år og i 2019 nåede man op på 3.500 gæster, som er det maksimale antal man vil lukke ind på pladsen.

## Historie
Der har i starten af 1700-tallet været traktørsted, hvor Skodborg Vesterkro ligger.

### Jernbanen
Skodborg fik i 1905 endestation på de smalsporede Haderslev Amts Jernbaners strækning fra Haderslev. Den krydsede statsbanen Vamdrup-Padborg i Sommersted. Strækningen Haderslev Amtsbanegård-Skodborg blev nedlagt i 1933.

### Genforeningen
Folkeafstemningen ved Genforeningen i 1920 gav i Skodborg Sogn 1.046 stemmer for Danmark, 110 for Tyskland.
15. juni 1928 blev en genforeningssten afsløret i Skodborg Park. I 1936 blev en sten rejst af mejeribestyreren i mejeriets have. Den blev senere flyttet til plejecentret, nu bo- og beskæftigelsescenter Nørrevang, Skodborg Nørregade 6.
Brudepladsen foran Skodborg Kirke er omkranset af 6 grænsesten fra Kongeå-grænsen 1864-1920. Deres oprindelige placering er ukendt, da numrene ikke kan aflæses. I den lille bebyggelse Skodborghus ved Kongeåen 4 km nordvest for Skodborg findes grænsesten nr. 57, der står på sin oprindelige plads.

### Stationsbyen
Det danske målebordsblad efter Genforeningen viser foruden kroen og mejeriet en lægebolig, postkontor og telefoncentral.